# Fos (Haute-Garonne)
Pour les articles homonymes, voir Fos.
Fos (Hòs en occitan) est une commune française située dans le sud-ouest du département de la Haute-Garonne en région Occitanie. Sur le plan historique et culturel, la commune est dans le pays de Comminges, correspondant à l’ancien comté de Comminges, circonscription de la province de Gascogne située sur les départements actuels du Gers, de la Haute-Garonne, des Hautes-Pyrénées et de l'Ariège.
Exposée à un climat de montagne, elle est drainée par la Garonne, le ruisseau de Maudan, le ruisseau de Palarquère et par divers autres petits cours d'eau. La commune possède un patrimoine naturel remarquable : deux sites Natura 2000 (la « haute vallée de la Garonne » et « Garonne, Ariège, Hers, Salat, Pique et Neste »), un espace protégé (« la Garonne, l'Ariège, l'Hers Vif et le Salat ») et six zones naturelles d'intérêt écologique, faunistique et floristique.
Fos est une commune rurale qui compte 241 habitants en 2022, après avoir connu un pic de population de 1 724 habitants en 1851. Ses habitants sont appelés les Fosois ou  Fosoises.
Le patrimoine architectural de la commune comprend un immeuble protégé au titre des monuments historiques : l'église Saint-Pierre-ès-Liens, inscrite en 1986.

## Géographie

### Localisation
La commune de Fos se trouve dans le département de la Haute-Garonne, en région Occitanie et est frontalière avec l'Espagne (Catalogne).
Elle se situe à 99 km à vol d'oiseau de Toulouse, préfecture du département, à 26 km de Saint-Gaudens, sous-préfecture, et à 15 km de Bagnères-de-Luchon, bureau centralisateur du canton de Bagnères-de-Luchon dont dépend la commune depuis 2015 pour les élections départementales.
La commune fait en outre partie du bassin de vie de Bagnères-de-Luchon.
Les communes les plus proches sont : 
Melles (1,9 km), Argut-Dessous (2,3 km), Arlos (3,3 km), Lez (4,9 km), Boutx (5,2 km), Saint-Béat (5,8 km), Eup (7,1 km), Bezins-Garraux (7,4 km).
Sur le plan historique et culturel, Fos fait partie du pays de Comminges, correspondant à l’ancien comté de Comminges, circonscription de la province de Gascogne située sur les départements actuels du Gers, de la Haute-Garonne, des Hautes-Pyrénées et de l'Ariège.
Les communes limitrophes sont  Argut-Dessous, Arlos, Bausen, Boutx, Canejan et Melles.
|       | Argut-Dessous    | Boutx             |
| Arlos | Fos,             | Melles            |
|       | Bausen (Espagne) | Canejan (Espagne) |

### Géologie et relief
La superficie de la commune est de 1 817 hectares ; son altitude varie de 520  à   2 024 mètres.

### Hydrographie

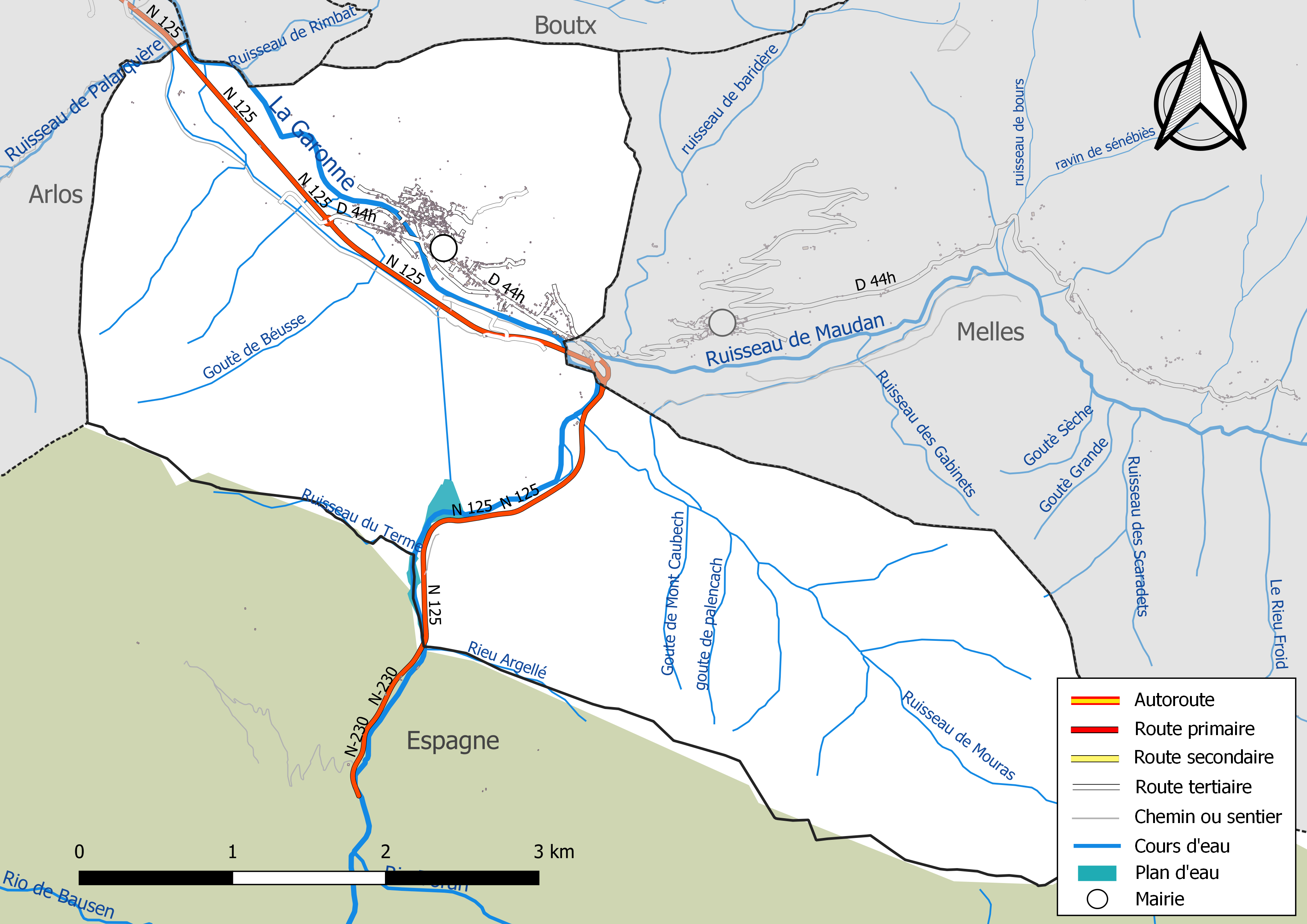
Réseaux hydrographique et routier de Fos.

La commune est dans le bassin de la Garonne, au sein du bassin hydrographique Adour-Garonne. Elle est drainée par la Garonne, le ruisseau de Maudan, le ruisseau de Palarquère, un bras de la Garonne, Goutè de Béusse, Goute de Mont Caubech, goute de palencach, Rieu Argellé, le ruisseau de la Lauze, le ruisseau de Mouras, le ruisseau du Terme et par divers petits cours d'eau, constituant un réseau hydrographique de 30 km de longueur totale,.
La Garonne est un fleuve principalement français prenant sa source en Espagne et qui coule sur 529 km avant de se jeter dans l’océan Atlantique.
Le ruisseau de Maudan, d'une longueur totale de 12,2 km, prend sa source dans la commune de Melles et s'écoule d'est en ouest. Il se jette dans la Garonne sur le territoire communal.

### Climat
Pour des articles plus généraux, voir Climat de l'Occitanie et Climat de la Haute-Garonne.
En 2010, le climat de la commune est de type climat des marges montargnardes, selon une étude s'appuyant sur une série de données couvrant la période 1971-2000. En 2020, Météo-France publie une typologie des climats de la France métropolitaine dans laquelle la commune est exposée à un climat de montagne ou de marges de montagne et est dans la région climatique Pyrénées centrales, caractérisée par une pluviométrie annuelle de 1 000 à 1 200 mm.
Pour la période 1971-2000, la température annuelle moyenne est de 10,7 °C, avec une amplitude thermique annuelle de 15,3 °C. Le cumul annuel moyen de précipitations est de 1 082 mm, avec 9,1 jours de précipitations en janvier et 7,1 jours en juillet. Pour la période 1991-2020, la température moyenne annuelle observée sur la station météorologique la plus proche, située sur la commune de Bagnères-de-Luchon à 15 km à vol d'oiseau, est de 11,5 °C et le cumul annuel moyen de précipitations est de 940,5 mm,. Pour l'avenir, les paramètres climatiques de la commune estimés pour 2050 selon différents scénarios d’émission de gaz à effet de serre sont consultables sur un site dédié publié par Météo-France en novembre 2022.

### Milieux naturels et biodiversité

#### Espaces protégés
La protection réglementaire est le mode d’intervention le plus fort pour préserver des espaces naturels remarquables et leur biodiversité associée,.
Un  espace protégé est présent sur la commune : 
« la Garonne, l'Ariège, l'Hers Vif et le Salat », objet d'un arrêté de protection de biotope, d'une superficie de 1 658,7 ha.

#### Réseau Natura 2000

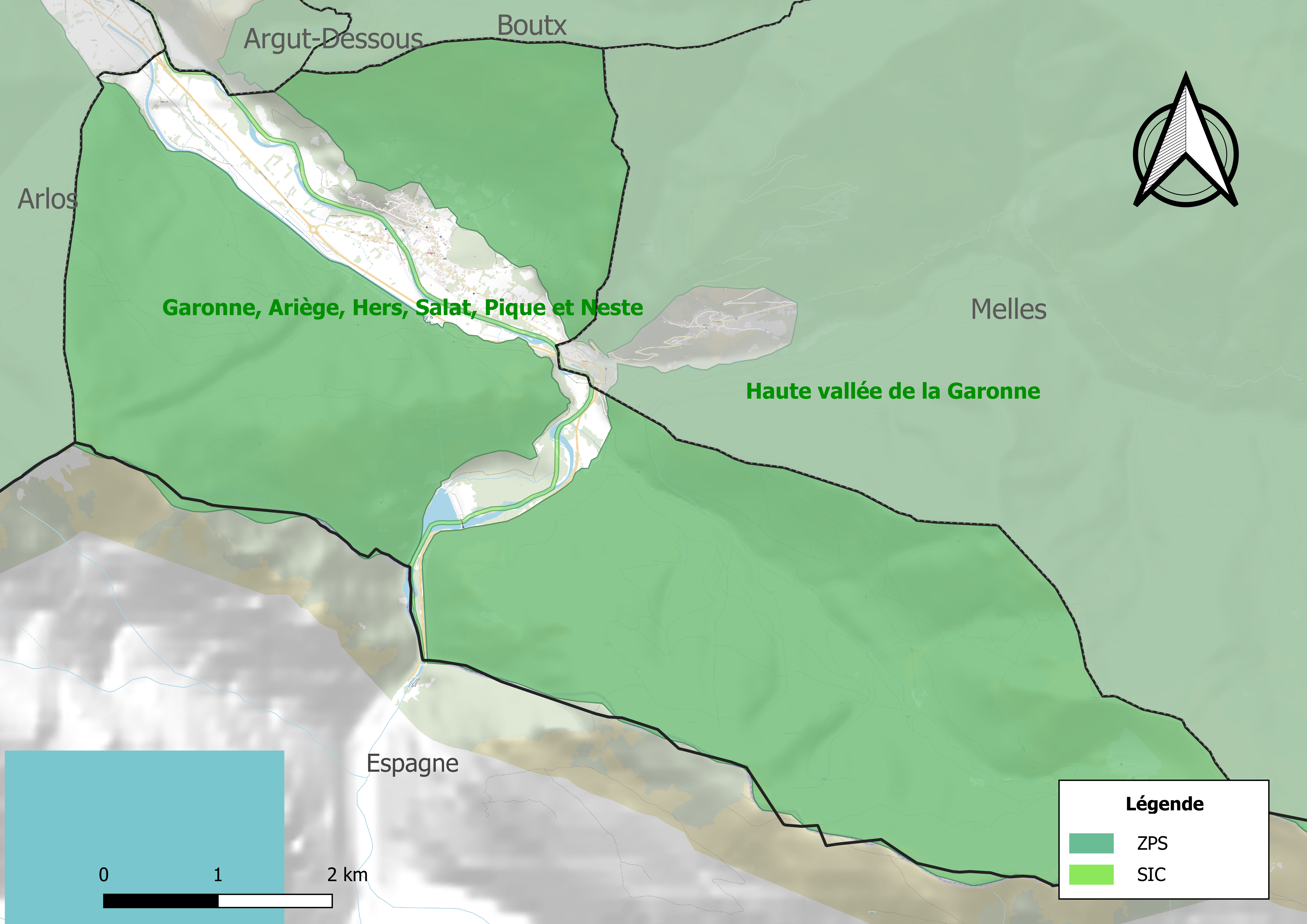
Site Natura 2000 sur le territoire communal.

Le réseau Natura 2000 est un réseau écologique européen de sites naturels d'intérêt écologique élaboré à partir des directives habitats et oiseaux, constitué de zones spéciales de conservation (ZSC) et de zones de protection spéciale (ZPS).
Un site Natura 2000 est défini sur la commune tant au titre de la directive oiseaux, que de la directive habitats, la « haute vallée de la Garonne ». Occupant une superficie de 11 134 ha, il s'agit d'une vallée profonde, marquée par l'érosion glaciaire, avec une végétation essentiellement acidiphile caractérisée par des landes à Callune, une forte étendue du manteau boisé, une présence ponctuelle de formations alpines et la présence d'Ours liée à une réintroduction expérimentale. Ce site héberge une avifaune de montagne bien représentée avec bon nombre d'espèces de l'annexe I qui s'y reproduisent, parmi lesquelles sept espèces inféodées aux milieux forestiers.
Un autre site relève de la directive habitats : « Garonne, Ariège, Hers, Salat, Pique et Neste ». Occupant une superficie de 9 581 ha, ce réseau hydrographique est un milieu favorable pour les poissons migrateurs (zones de frayères actives et potentielles importantes pour le Saumon en particulier qui fait l'objet d'alevinages réguliers et dont des adultes atteignent déjà Foix sur l'Ariège.

#### Zones naturelles d'intérêt écologique, faunistique et floristique

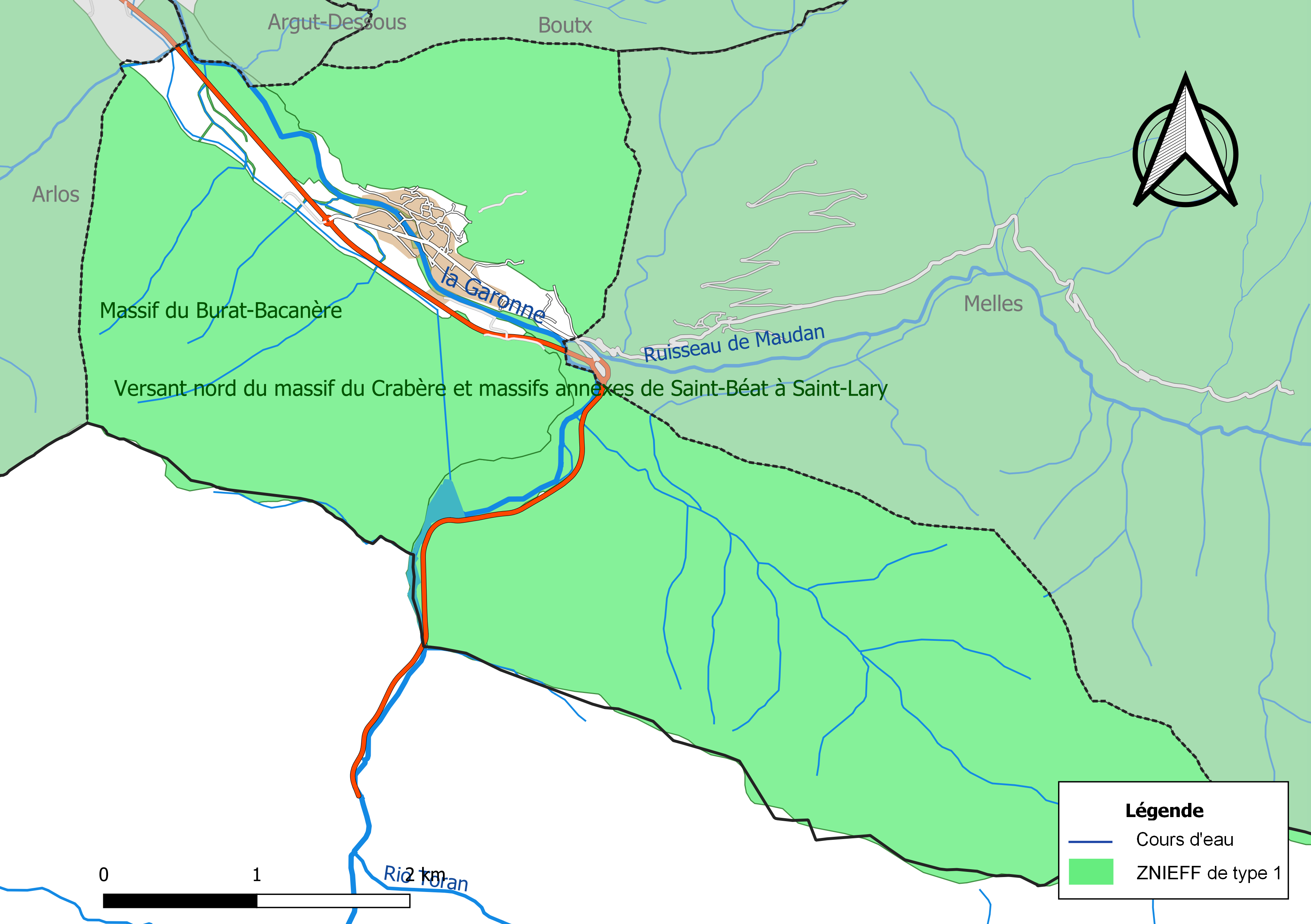
Carte des ZNIEFF de type 1 localisées sur la commune.

L’inventaire des zones naturelles d'intérêt écologique, faunistique et floristique (ZNIEFF) a pour objectif de réaliser une couverture des zones les plus intéressantes sur le plan écologique, essentiellement dans la perspective d’améliorer la connaissance du patrimoine naturel national et de fournir aux différents décideurs un outil d’aide à la prise en compte de l’environnement dans l’aménagement du territoire.
Trois ZNIEFF de type 1 sont recensées sur la commune :
- « la Garonne de la frontière franco-espagnole jusqu'à Montréjeau » (469 ha), couvrant 38 communes dont 28 dans la Haute-Garonne et dix dans les Hautes-Pyrénées[29] ;
- le « massif du Burat-Bacanère » (8 318 ha), couvrant 15 communes du département[30],
- le « versant nord du massif du Crabère et massifs annexes de Saint-Béat à Saint-Lary » (8 787 ha), couvrant 8 communes dont deux dans l'Ariège et six dans la Haute-Garonne[31] ;

et trois ZNIEFF de type 2, : 
- « Garonne amont, Pique et Neste » (1 788 ha), couvrant 112 communes dont 42 dans la Haute-Garonne et 70 dans les Hautes-Pyrénées[32] ;
- la « Haute montagne en Haute-Garonne » (33 294 ha), couvrant 49 communes dont 41 dans la Haute-Garonne et huit dans les Hautes-Pyrénées[33] ;
- les « montagnes entre la haute vallée de la Garonne et la haute vallée du Lez » (28 414 ha), couvrant 21 communes dont 15 dans l'Ariège et six dans la Haute-Garonne[34].

## Urbanisme

### Typologie
Au 1er janvier 2024, Fos est catégorisée commune rurale à habitat dispersé, selon la nouvelle grille communale de densité à sept niveaux définie par l'Insee en 2022.
Elle est située hors unité urbaine et hors attraction des villes,.

### Occupation des sols
L'occupation des sols de la commune, telle qu'elle ressort de la base de données européenne d’occupation biophysique des sols Corine Land Cover (CLC), est marquée par l'importance des forêts et milieux semi-naturels (92,3 % en 2018), en augmentation par rapport à 1990 (91 %). La répartition détaillée en 2018 est la suivante : 
forêts (75,6 %), milieux à végétation arbustive et/ou herbacée (9,6 %), espaces ouverts, sans ou avec peu de végétation (7,1 %), zones agricoles hétérogènes (5,9 %), zones urbanisées (1,7 %). L'évolution de l’occupation des sols de la commune et de ses infrastructures peut être observée sur les différentes représentations cartographiques du territoire : la carte de Cassini (XVIIIe siècle), la carte d'état-major (1820-1866) et les cartes ou photos aériennes de l'IGN pour la période actuelle (1950 à aujourd'hui).

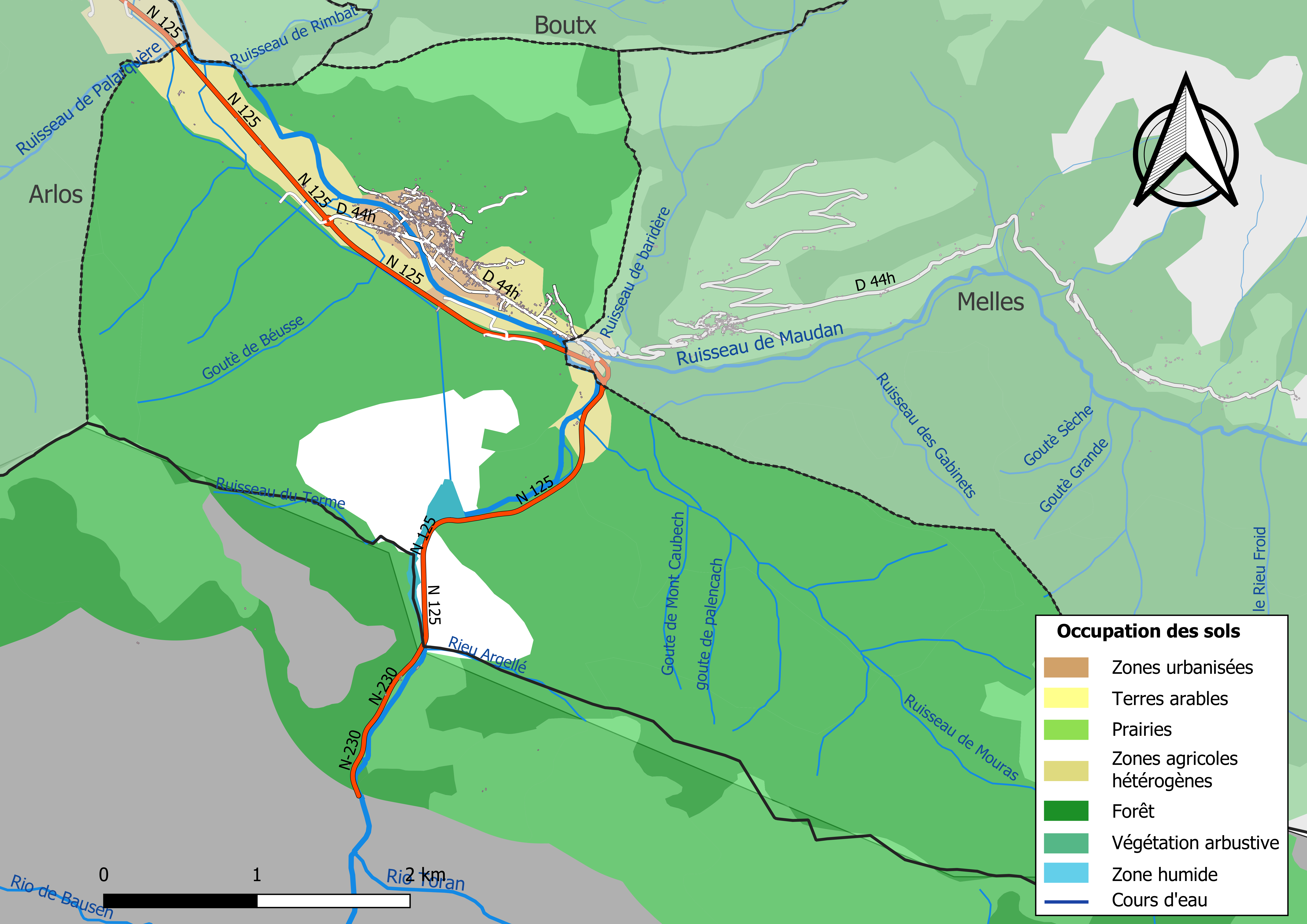
Carte des infrastructures et de l'occupation des sols de la commune en 2018 (CLC).

### Voies de communication et transports
Accès par la route nationale 618c ou route nationale 125 et les lignes régulières de transport interurbain réseau Arc-en-ciel (anciennement SEMVAT). Voir aussi l'ancienne ligne de Marignac au Pont-du-Roy.

### Risques majeurs
Le territoire de la commune de Fos est vulnérable à différents aléas naturels : météorologiques (tempête, orage, neige, grand froid, canicule ou sécheresse), inondations, mouvements de terrains, avalanche  et séisme (sismicité moyenne). Il est également exposé à un risque particulier : le risque de radon. Un site publié par le BRGM permet d'évaluer simplement et rapidement les risques d'un bien localisé soit par son adresse soit par le numéro de sa parcelle.

#### Risques naturels
Certaines parties du territoire communal sont susceptibles d’être affectées par le risque d’inondation par débordement de cours d'eau, notamment le ruisseau de Maudan. La commune a été reconnue en état de catastrophe naturelle au titre des dommages causés par les inondations et coulées de boue survenues en 1982, 1999, 2009 et 2013,.

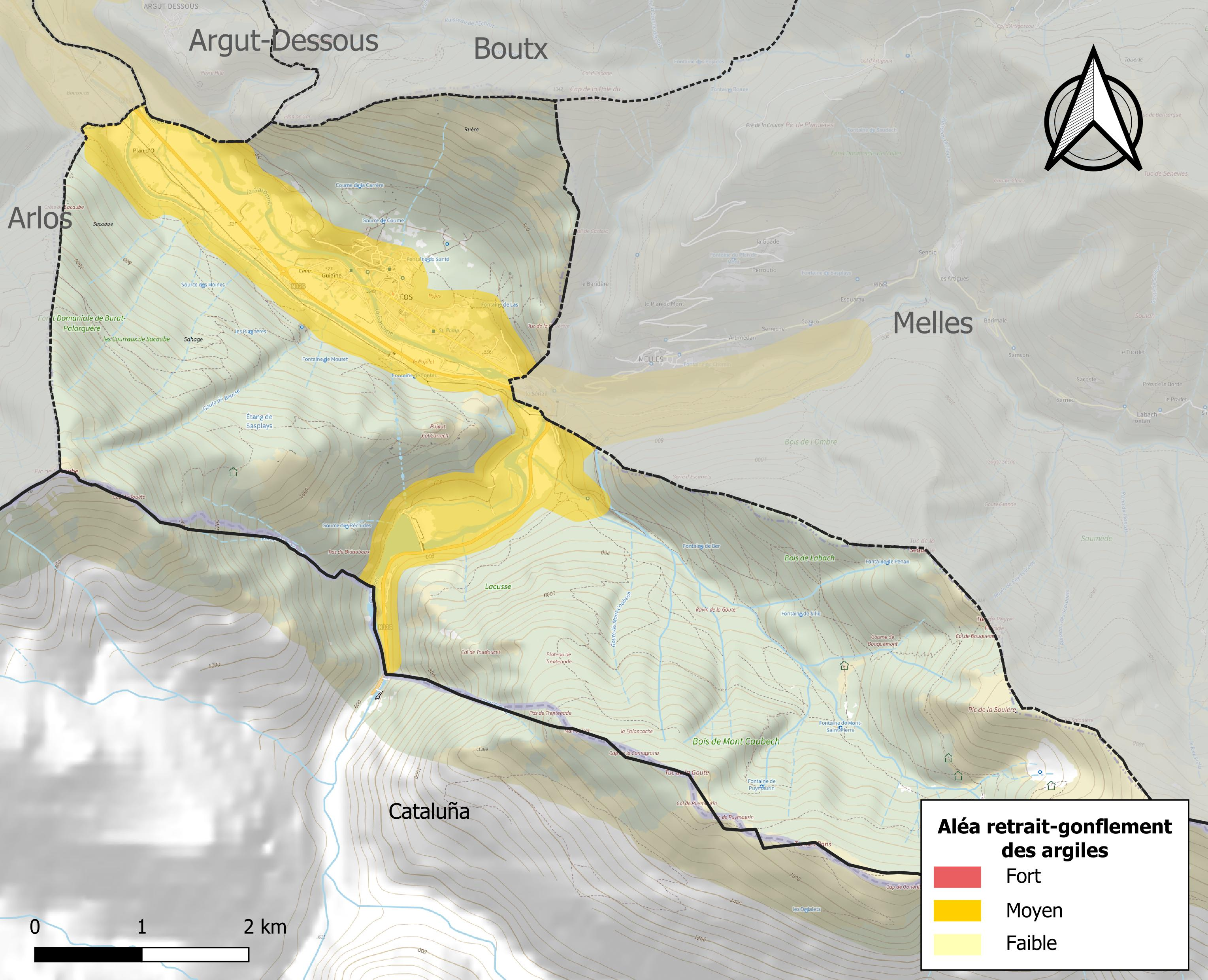
Carte des zones d'aléa retrait-gonflement des sols argileux de Fos.

La commune est vulnérable au risque de mouvements de terrains constitué principalement du retrait-gonflement des sols argileux. Cet aléa est susceptible d'engendrer des dommages importants aux bâtiments en cas d’alternance de périodes de sécheresse et de pluie. 17,8 % de la superficie communale est en aléa moyen ou fort (88,8 % au niveau départemental et 48,5 % au niveau national). Sur les 376 bâtiments dénombrés sur la commune en 2019, 373 sont en aléa moyen ou fort, soit 99 %, à comparer aux 98 % au niveau départemental et 54 % au niveau national. Une cartographie de l'exposition du territoire national au retrait gonflement des sols argileux est disponible sur le site du BRGM,.
Par ailleurs, afin de mieux appréhender le risque d’affaissement de terrain, l'inventaire national des cavités souterraines permet de localiser celles situées sur la commune.
Concernant les mouvements de terrains, la commune a été reconnue en état de catastrophe naturelle au titre des dommages causés par des mouvements de terrain en 1999.

#### Risque particulier
Dans plusieurs parties du territoire national, le radon, accumulé dans certains logements ou autres locaux, peut constituer une source significative d’exposition de la population aux rayonnements ionisants. Certaines communes du département sont concernées par le risque radon à un niveau plus ou moins élevé. Selon la classification de 2018, la commune de Fos est classée en zone 3, à savoir zone à potentiel radon significatif.

## Histoire
Jean Cazalbou attribuerait l'origine de Fos a une « fosse », une douve, qui aurait été faite lors de l'établissement d'un camp romain durant l'Antiquité. D'ailleurs, on retrouve le nom du village sous la forme de « Fossac » en français au XVIIIe siècle ou de « Hossa » en occitan.
Premier village sur la frontière espagnole, lorsque la Garonne, née en Espagne, entre en France, l'histoire de ce village très étendu relativement à son nombre d'habitants, est celle d'un point de passage assez anonyme, entre Comminges et Val d'Aran. Le val d'Aran français, est en fait fermé au nord par un resserrement de la vallée à Saint-Béat et au sud par Fos.
À cette route naturelle, secondaire, et basée sur une voie romaine vers l'Espagne, s'est ajouté le passage du GR 10, qui traverse d'est en ouest les Pyrénées et franchit la Garonne dans le village de Fos.
Le village est longtemps rattaché à l'évêché du Comminges, situé à Saint-Bertrand de Comminges, et est généralement la possession des comtes de Comminges, avant d'être rattaché à la couronne de France.
Un des faits les plus marquants est, en 1513, le serment du plan d'Arrem, un site situé sur son territoire, où se sont réunis des représentants de plusieurs vallées tant françaises qu'espagnoles pour renouveler le traité de lies et passeries. Ce site est aujourd'hui en partie recouvert par un barrage exploité par EDF.
De nombreuses escarmouches ont eu lieu dans son histoire autour de Fos.

La gare de Pont-du-Roy, au début de l'exploitation de la Ligne de Marignac au Pont-du-Roy

Le Pont-du-Roy était le terminus d'une petite ligne de tramway rural, celle de Marignac au Pont-du-Roy, qui a desservi la commune de 1914 à 1953.
En 1936, Fos constituait un point de passage des réfugiés de la guerre d'Espagne, avant d'être ensuite un point d'évasion de la France occupée.
Au-dessus de Fos, ont eu lieu récemment des lâchers d'ours.
Comme de nombreuses communes des montagnes pyrénéennes situées le long d'un cours d'eau, le village a été ravagé mi juin 2013 par les inondations exceptionnelles dues aux crues majeures des cours d'eau. Ces crues ont été la conséquence d'une pluviométrie inhabituelle augmentée de la fonte brutale, du fait de la pluie, de la neige tombée en abondance durant l'hiver et le printemps.

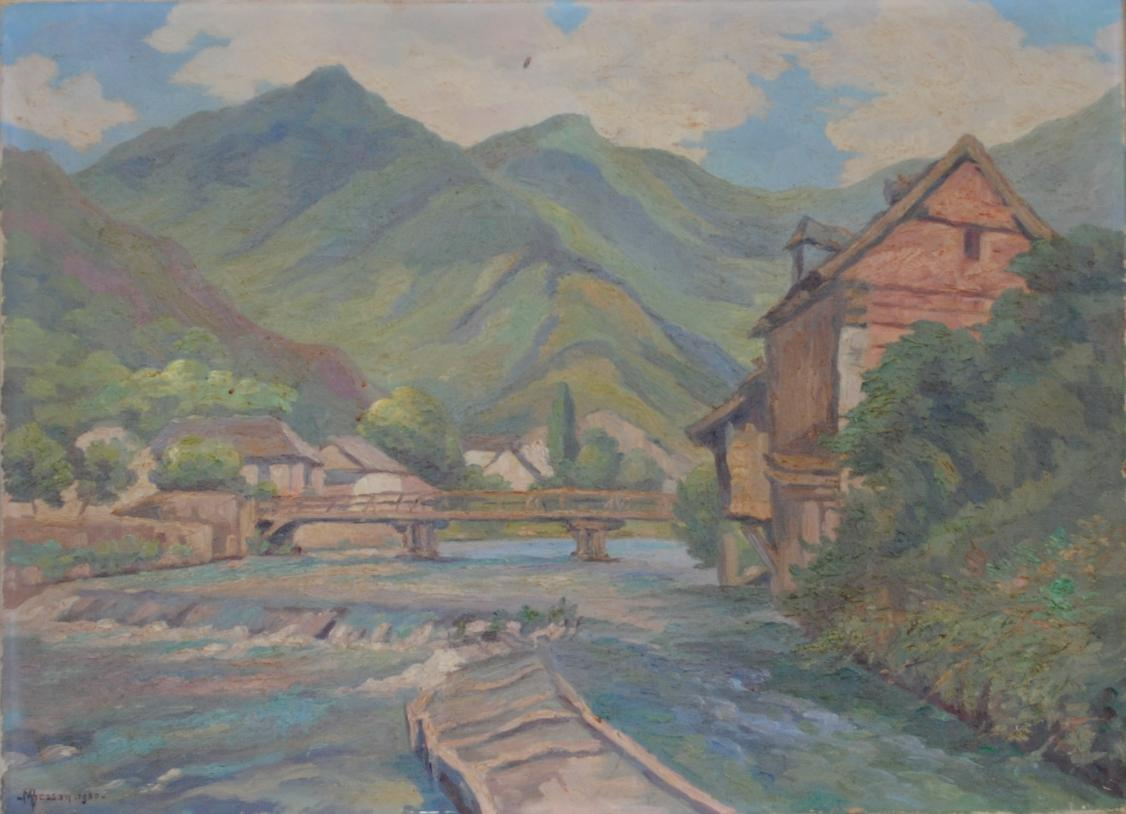
La Garonne, au village de Fos (Haute-Garonne), par M. Bessan, 1950. Collection particulière.
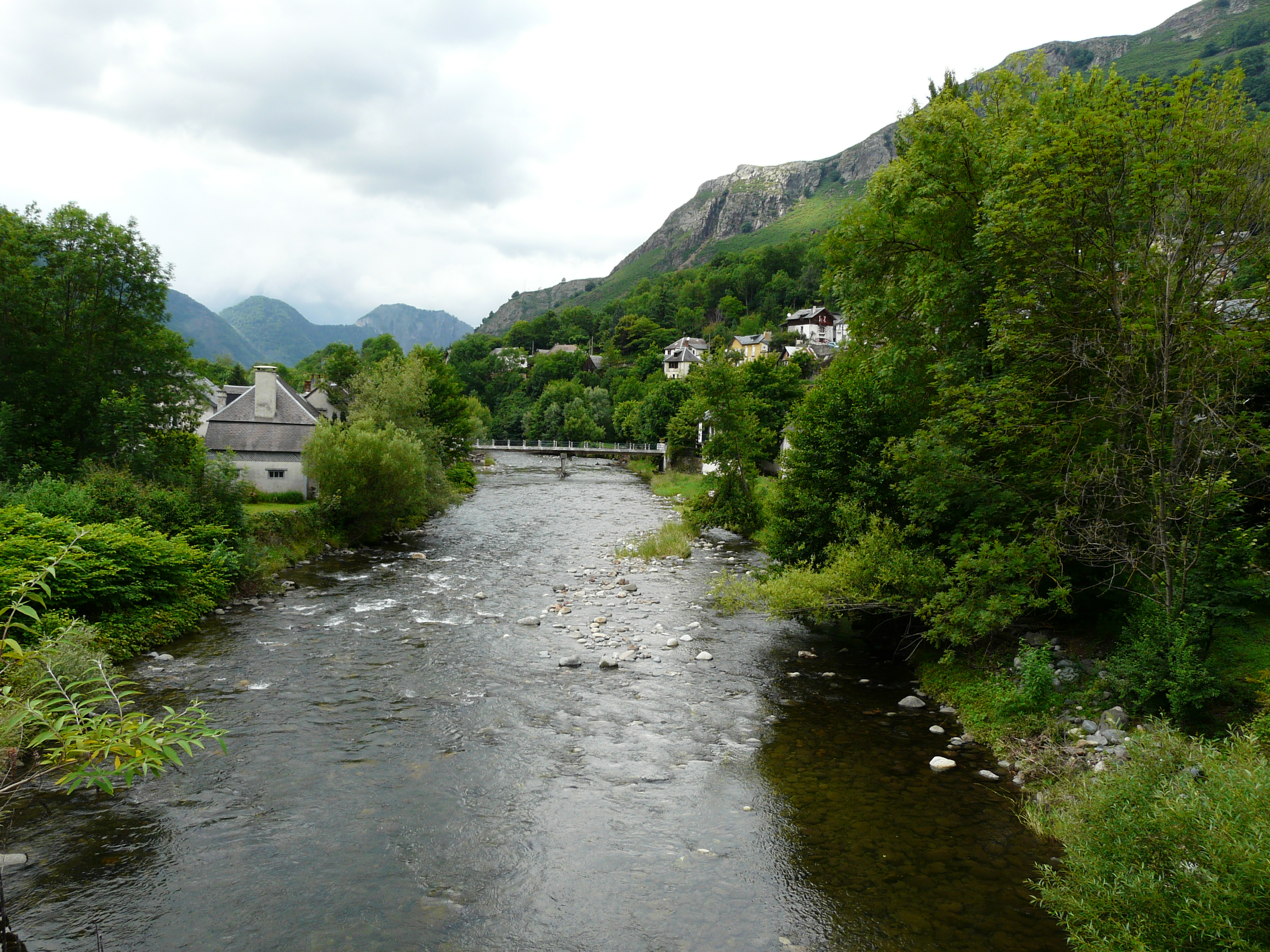

## Politique et administration

### Administration municipale
Le nombre d'habitants au recensement de 2011 étant compris entre 100 et 499, le nombre de membres du conseil municipal pour l'élection de 2014 est de onze,.

### Rattachements administratifs et électoraux
Commune faisant partie de la huitième circonscription de la Haute-Garonne de la communauté de communes des Pyrénées Haut-Garonnaises et du canton de Bagnères-de-Luchon (avant le redécoupage départemental de 2014, Fos faisait partie de l'ex-canton de Saint-Béat), et aussi de l'ex communauté de communes du Canton de Saint-Béat jusqu'au 1er janvier 2017.

## Population et société

### Démographie
| 1793  | 1800  | 1806  | 1821  | 1831  | 1836  | 1841  | 1846  | 1851  |
| ----- | ----- | ----- | ----- | ----- | ----- | ----- | ----- | ----- |
| 1 129 | 1 133 | 1 269 | 1 382 | 1 497 | 1 598 | 1 612 | 1 654 | 1 724 |

| 1856  | 1861  | 1866  | 1872  | 1876  | 1881  | 1886  | 1891  | 1896 |
| ----- | ----- | ----- | ----- | ----- | ----- | ----- | ----- | ---- |
| 1 551 | 1 368 | 1 451 | 1 374 | 1 350 | 1 178 | 1 038 | 1 006 | 984  |

| 1901 | 1906 | 1911 | 1921 | 1926 | 1931 | 1936 | 1946 | 1954 |
| ---- | ---- | ---- | ---- | ---- | ---- | ---- | ---- | ---- |
| 929  | 975  | 878  | 803  | 796  | 811  | 652  | 680  | 556  |

| 1962 | 1968 | 1975 | 1982 | 1990 | 1999 | 2006 | 2008 | 2013 |
| ---- | ---- | ---- | ---- | ---- | ---- | ---- | ---- | ---- |
| 550  | 558  | 381  | 351  | 319  | 272  | 255  | 250  | 245  |

| 2018 | 2022 | - | - | - | - | - | - | - |
| ---- | ---- | - | - | - | - | - | - | - |
| 233  | 241  | - | - | - | - | - | - | - |

| selon la population municipale des années : | 1968 | 1975 | 1982 | 1990 | 1999 | 2006 | 2009 | 2013 |
| Rang de la commune dans le département      | 337  | 318  | 279  | 260  | 249  | 238  | 244  | 228  |
| Nombre de communes du département           | 592  | 582  | 586  | 588  | 588  | 588  | 589  | 589  |

### Enseignement
Fos fait partie de l'académie de Toulouse.

### Sports
Randonnées pédestres (sentier de grande randonnée 10, refuge de l'Étang d'Araing), chasse,

### Écologie et recyclage

#### Protection environnementale
La zone Natura 2000 de la Haute vallée de la Garonne d'une superficie de 11 134 hectares est classé,:
En zone spéciale de conservation (en référence à la Directive Habitats) depuis 2008.
En zone de protection spéciale (en référence à la Directive Oiseaux) depuis 2006.
Elle s'étend sur une partie de la commune de Fos.

## Économie

### Revenus
En 2018  (données Insee publiées en septembre 2021), la commune compte 118 ménages fiscaux, regroupant 230 personnes. La médiane du revenu disponible par unité de consommation est de 16 420 € (23 140 € dans le département).

### Emploi
|                | 2008  | 2013   | 2018  |
| -------------- | ----- | ------ | ----- |
| Commune        | 6 %   | 11,3 % | 5 %   |
| Département    | 7,7 % | 9,6 %  | 9,3 % |
| France entière | 8,3 % | 10 %   | 10 %  |

En 2018, la population âgée de 15 à 64 ans s'élève à 119 personnes, parmi lesquelles on compte 63 % d'actifs (58 % ayant un emploi et 5 % de chômeurs) et 37 % d'inactifs,. Depuis 2008, le taux de chômage communal (au sens du recensement) des 15-64 ans est inférieur à celui de la France et du département.
La commune est hors attraction des villes,. Elle compte 31 emplois en 2018, contre 37 en 2013 et 44 en 2008. Le nombre d'actifs ayant un emploi résidant dans la commune est de 72, soit un indicateur de concentration d'emploi de 43 % et un taux d'activité parmi les 15 ans ou plus de 39,8 %.
Sur ces 72 actifs de 15 ans ou plus ayant un emploi, 18 travaillent dans la commune, soit 25 % des habitants. Pour se rendre au travail, 90,3 % des habitants utilisent un véhicule personnel ou de fonction à quatre roues, 9,7 % s'y rendent en deux-roues, à vélo ou à pied et.

### Activités hors agriculture
17 établissements sont implantés  à Fos au 31 décembre 2019.
Le secteur du commerce de gros et de détail, des transports, de l'hébergement et de la restauration est prépondérant sur la commune puisqu'il représente 29,4 % du nombre total d'établissements de la commune (5 sur les 17 entreprises implantées  à Fos), contre 25,9 % au niveau départemental.

### Agriculture
|               | 1988 | 2000 | 2010 | 2020 |
| ------------- | ---- | ---- | ---- | ---- |
| Exploitations | 5    | 6    | 3    | 2    |
| SAU (ha)      | 42   | 84   | 48   | 62   |

La commune est dans les « Pyrénées centrales », une petite région agricole occupant le sud du département de la Haute-Garonne, massif montagneux où s’étagent les vallées profondes, la forêt et les zones intermédiaires, les estives. En 2020, l'orientation technico-économique de l'agriculture  sur la commune est l'élevage d'équidés et/ou d' autres herbivores. Deux exploitations agricoles ayant leur siège dans la commune sont dénombrées lors du recensement agricole de 2020 (cinq en 1988). La superficie agricole utilisée est de 62 ha,,.

## Culture locale et patrimoine

### Lieux et monuments
- Église Saint-Pierre-aux-Liens de Fos reconstruite au XVIIIe siècle, dont le chevet est inscrit au titre des monuments historiques depuis 1986[58].
- Chapelle du Batan.
- Ruines de la tour du Castéras au-dessus du village de Fos.
- Balades dans les Pyrénées.
- Barrage hydraulique de Plan d'Arem sur la Garonne.
- De 2000 à 2007, la maison de l'ours était implantée à Fos[59]. Elle se trouve maintenant sur la commune d'Arbas.

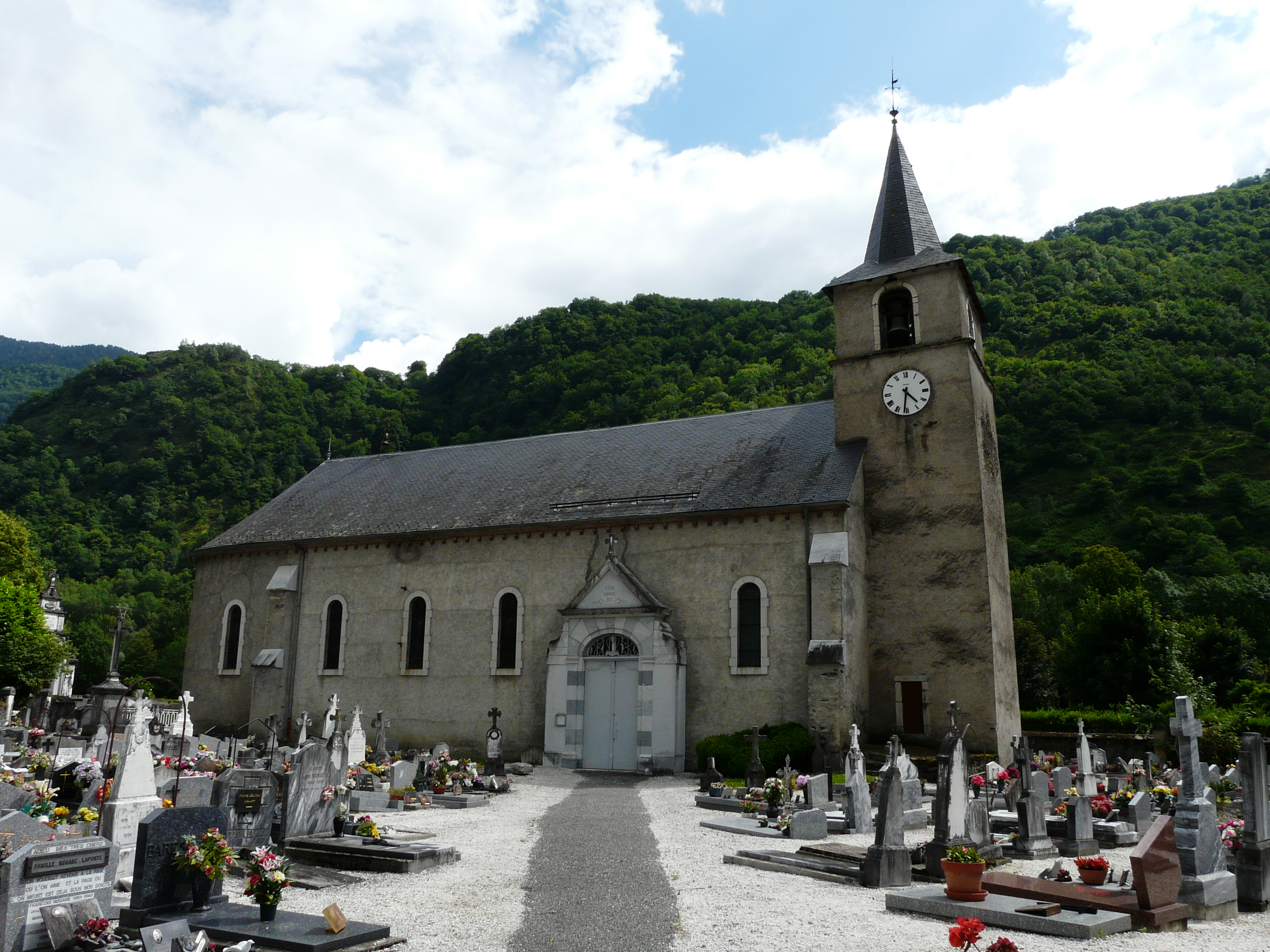
L'église de Fos.
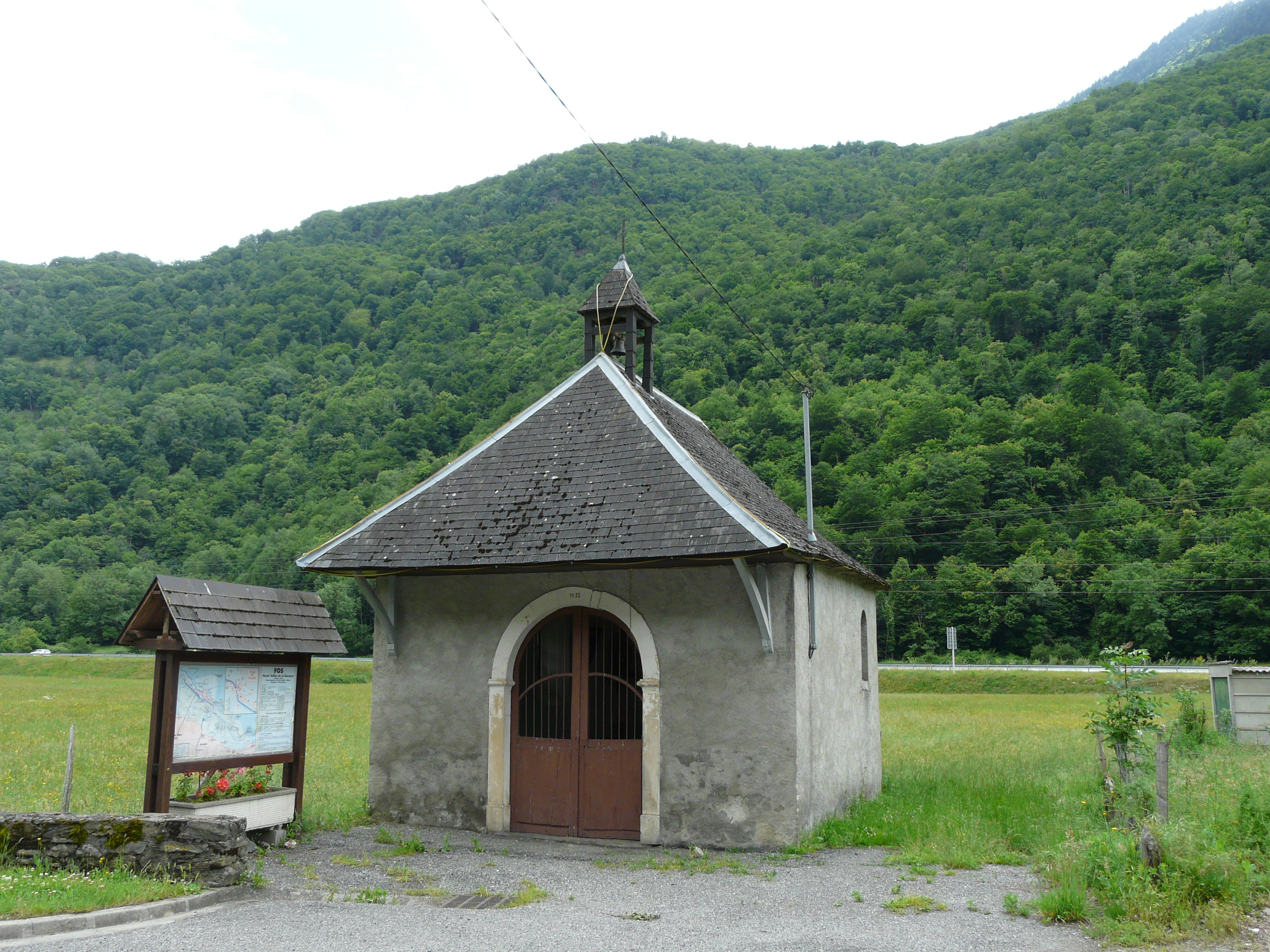
La chapelle du Batan.
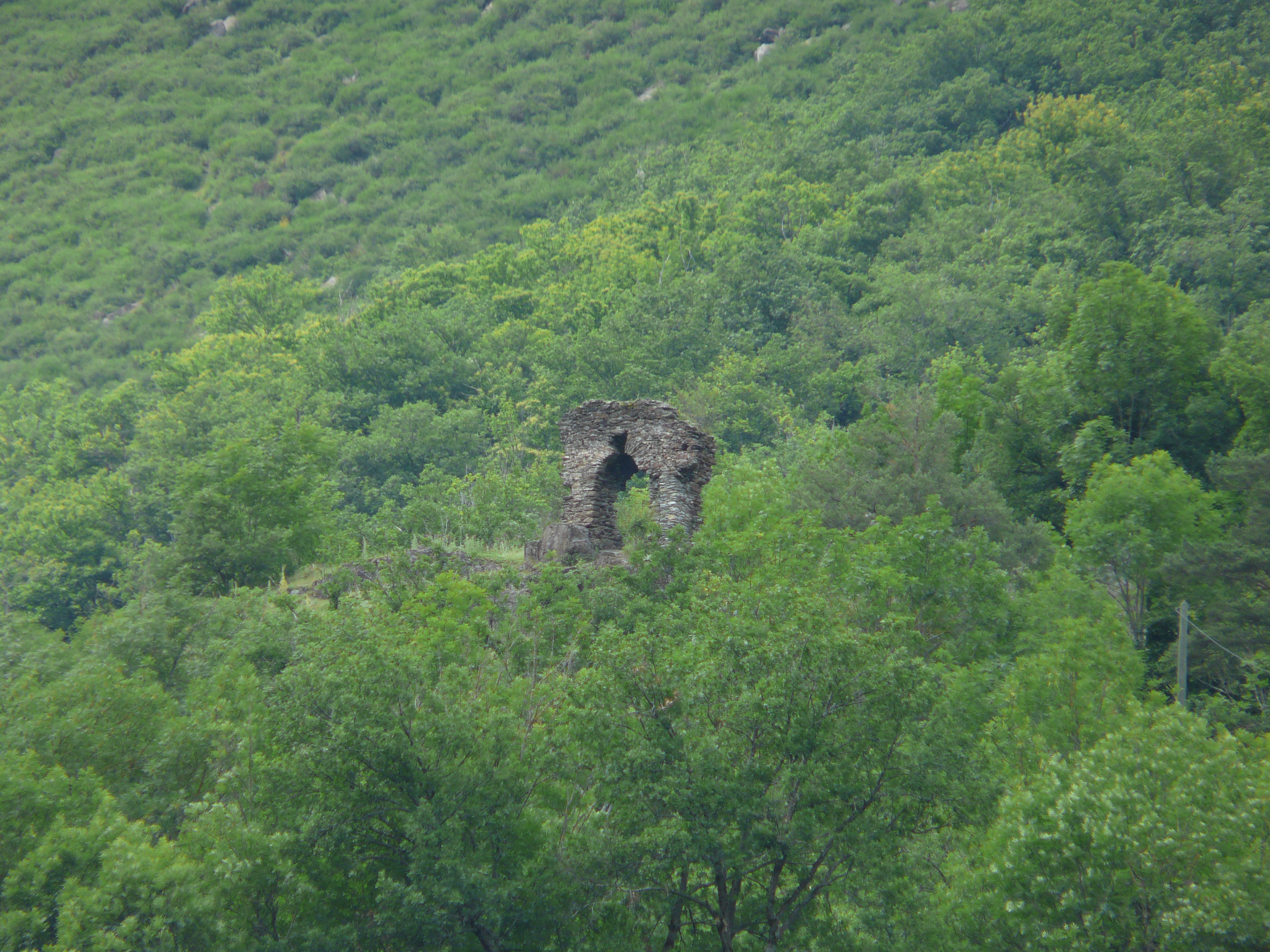
Les ruines de la tour du Castéras.
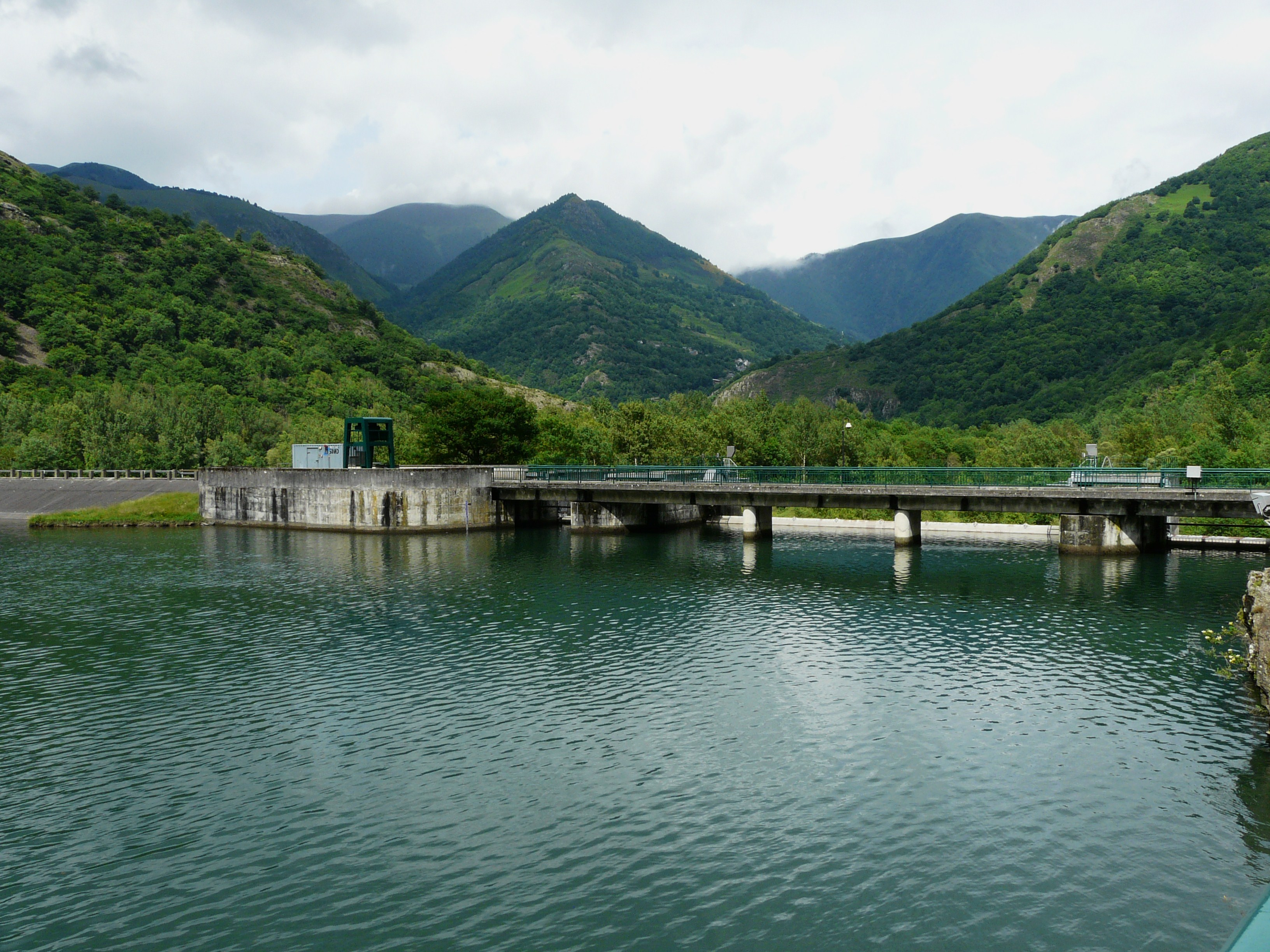
La retenue et le barrage de Plan d'Arem.
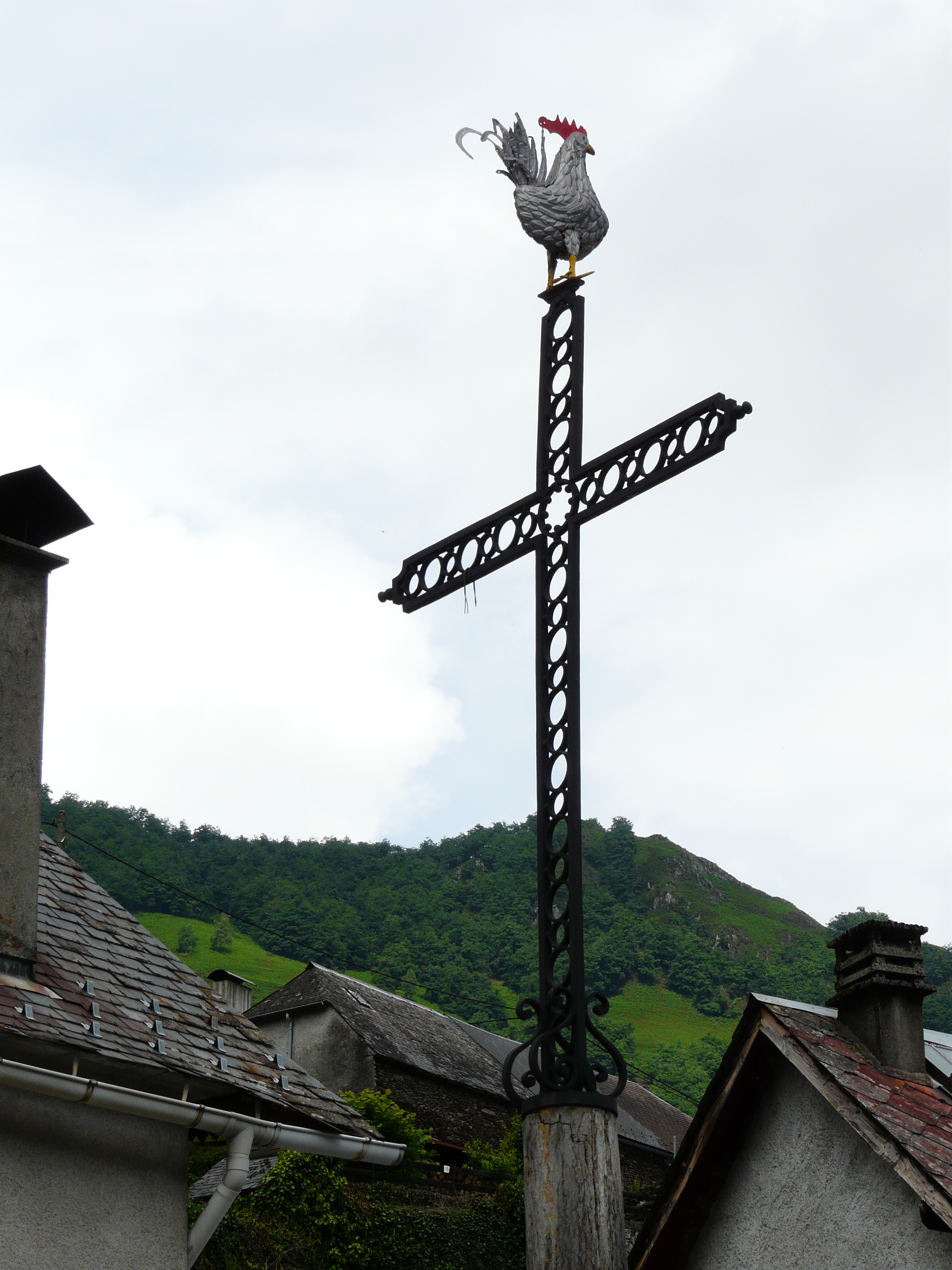
Croix surmontée d'un coq dans le village de Fos.

### Personnalités liées à la commune
- Jean Cazalbou (1913-2003), homme d'écriture. C'est dans ce village de Fos dont il est originaire, bien que né à Brive-la-Gaillarde, que Jean Cazalbou aimait vivre et recevoir ses élèves pour qu'ils voient, disait-il, qu'un écrivain vit comme tout le monde. Avant d'exercer de longues années au lycée Pierre-de-Fermat à Toulouse, il a parcouru, au cours de sa longue carrière une grande partie du pays. Ses engagements politiques, puis son entrée dans la Résistance l'ont conduit à être adjoint au maire de Toulon en 1945 et plus tard, président de l'association France-URSS à Paris. Professeur de lettres, conteur, écrivain, journaliste, il partagera sa passion aux côtés de Louis Aragon, à la rédaction en chef du journal Ce soir (1950). Sa muse privilégiée aura été sans nul doute son beau pays, les Pyrénées. Il a su traduire son profond amour pour Fos, avec force et vérité dans son roman La porte du Castéras. Membre de la société des gens de lettres de l'Académie du Languedoc, il laisse une œuvre d'un intérêt historique important. Les Fosséens lui ont rendu hommage en donnant son nom à la salle de lecture installée dans l'école du village. Par ses écrits, conférences et autres causeries, il a porté loin la vie et le quotidien de ce « premier village de France… en venant d'Espagne ». Quelques-uns de ses titres : La porte du Castéras, Le Pêcheur de sable, Fabrice et Berger, Fabrice et les passeurs de l'ombre, Fos, mémoire d'un village pyrénéen, Réflexions sous un préau, Louiseto du temps des cerises.

## Pour approfondir